# Коритненська сільська рада (Балтський район)
Кори́тненська сільська́ ра́да — адміністративно-територіальна одиниця та орган місцевого самоврядування в Балтському районі Одеської області. Адміністративний центр — село Коритне.

## Загальні відомості
Коритненська сільська рада утворена в 1948 році

11.07.1966 перейменовано з Козацької сільради (з перенесенням центру сільради із с. Козацьке в с. Коритне).
- Територія ради: 37,89 км²
- Населення ради: 760 осіб (станом на 2001 рік)

## Населені пункти
Сільській раді підпорядковані населені пункти:
- с. Коритне

## Населення
Згідно з переписом 1989 року населення сільської ради становило 1671 особа, з яких 662 чоловіки та 1009 жінок.
За переписом населення 2001 року в сільській раді мешкало 758 осіб.

### Мова
Розподіл населення за рідною мовою за даними перепису 2001 року:
| Мова       | Відсоток |
| ---------- | -------- |
| українська | 97,37 %  |
| молдовська | 1,84 %   |
| російська  | 0,66 %   |

## Склад ради
Рада складається з 14 депутатів та голови.
- Голова ради: Ярован Раїса Вікторівна
- Секретар ради: Ткачук Тетяна Іванівна

### Керівний склад попередніх скликань
| Прізвище, ім'я, по батькові | Основні відомості                                                                     | Дата обрання | Дата звільнення |
| --------------------------- | ------------------------------------------------------------------------------------- | ------------ | --------------- |
| Ярован Раїса Вікторівна     | Сільський голова, 1957 року народження, освіта середня загальна, член Партії регіонів | 26.03.2006   | 31.10.2010      |
| Ярован Раїса Вікторівна     | Сільський голова, 1957 року народження, освіта середня загальна, член Партії регіонів | 31.10.2010   |                 |

Примітка: таблиця складена за даними сайту Верховної Ради України

### Депутати
За результатами місцевих виборів 2010 року депутатами ради стали:

#### За суб'єктами висування
| Суб'єкт висування                                       | Кількість обраних депутатів | %    |
| ------------------------------------------------------- | --------------------------- | ---- |
| Партія регіонів                                         | 12                          | 85,7 |
| Політична партія Всеукраїнське об'єднання «Батьківщина» | 2                           | 14,3 |

#### За округами
| № округу                                                | Прізвище, ім'я, по батькові       | Дата визнання обраним | Освіта  | Партійна приналежність                        | Відомості про обраного депутата                              |
| ------------------------------------------------------- | --------------------------------- | --------------------- | ------- | --------------------------------------------- | ------------------------------------------------------------ |
| Партія регіонів                                         |                                   |                       |         |                                               |                                                              |
| 1                                                       | Харитонова Людмила Леонтіївна     | 04.11.2010            | середня | член Партії регіонів                          | тимчасово не працює                                          |
| 2                                                       | Горячкун Володимир Антонович      | 04.11.2010            | вища    | член Партії регіонів                          | агрофірма «Росава», енергетик                                |
| 3                                                       | Левицький Анатолій Олександрович  | 04.11.2010            | середня | член Партії регіонів                          | тимчасово не працює                                          |
| 4                                                       | Бабій Надія Андріївна             | 04.11.2010            | вища    | член Партії регіонів                          | Коритненська загальноосвітня школа, директор                 |
| 6                                                       | Гловацька Марія Степанівна        | 04.11.2010            | середня | член Партії регіонів                          | агрофірма «Росава», завідувачка складом                      |
| 7                                                       | Баранкевич Олександр Анатолійович | 04.11.2010            | середня | член Партії регіонів                          | пункт ветеринарної медицини, ветлікар                        |
| 8                                                       | Негру Лілія Миколаївна            | 04.11.2010            | вища    | член Партії регіонів                          | Коритненський дитячий дошкільний заклад, помічник вихователя |
| 9                                                       | Садковська Валентина Василівна    | 04.11.2010            | вища    | член Партії регіонів                          | Коритненська сільська рада, землевпорядник                   |
| 10                                                      | Кривов'ящук Лариса Василівна      | 04.11.2010            | вища    | член Партії регіонів                          | Коритненська сільська рада, бухгалтер                        |
| 11                                                      | Ткачук Тетяна Іванівна            | 04.11.2010            | середня | член Партії регіонів                          | Коритненська сільська рада, секретар                         |
| 12                                                      | Вдовиченко Олександр Васильович   | 04.11.2010            | середня | член Партії регіонів                          | агрофірма «Росава», механізатор                              |
| 14                                                      | Блащук Віктор Іванович            | 04.11.2010            | середня | член Партії регіонів                          | агрофірма «Росава», бригадир тракторної бригади              |
| Політична партія Всеукраїнське об'єднання «Батьківщина» |                                   |                       |         |                                               |                                                              |
| 5                                                       | Волошин Віктор Володимирович      | 04.11.2010            | середня | член Всеукраїнського об'єднання «Батьківщина» | тимчасово не працює                                          |
| 13                                                      | Ігнатова Надія Федорівна          | 04.11.2010            | середня | член Всеукраїнського об'єднання «Батьківщина» | тимчасово не працює                                          |